# Jestřebí (district de Náchod)
Pour les articles homonymes, voir Jestřebí.
Jestřebí (en allemand : Habichtsau) est une commune du district de Náchod, dans la région de Hradec Králové, en République tchèque. Sa population s'élevait à 160 habitants en 2022.

## Géographie
Jestřebí se trouve à 6 km au sud de Náchod, à 31 km au nord-est de Hradec Králové et à 129 km à l'est-nord-est de Prague.
La commune est limitée par Náchod et Česká Čermná au nord, par Nový Hrádek à l'est, par Mezilesí, Sendraž et Libchyně au sud-est, par Nové Město nad Metují au sud et à l'ouest, et par Přibyslav au nord-ouest.

## Histoire
La première mention écrite de la localité date de 1459.

## Galerie

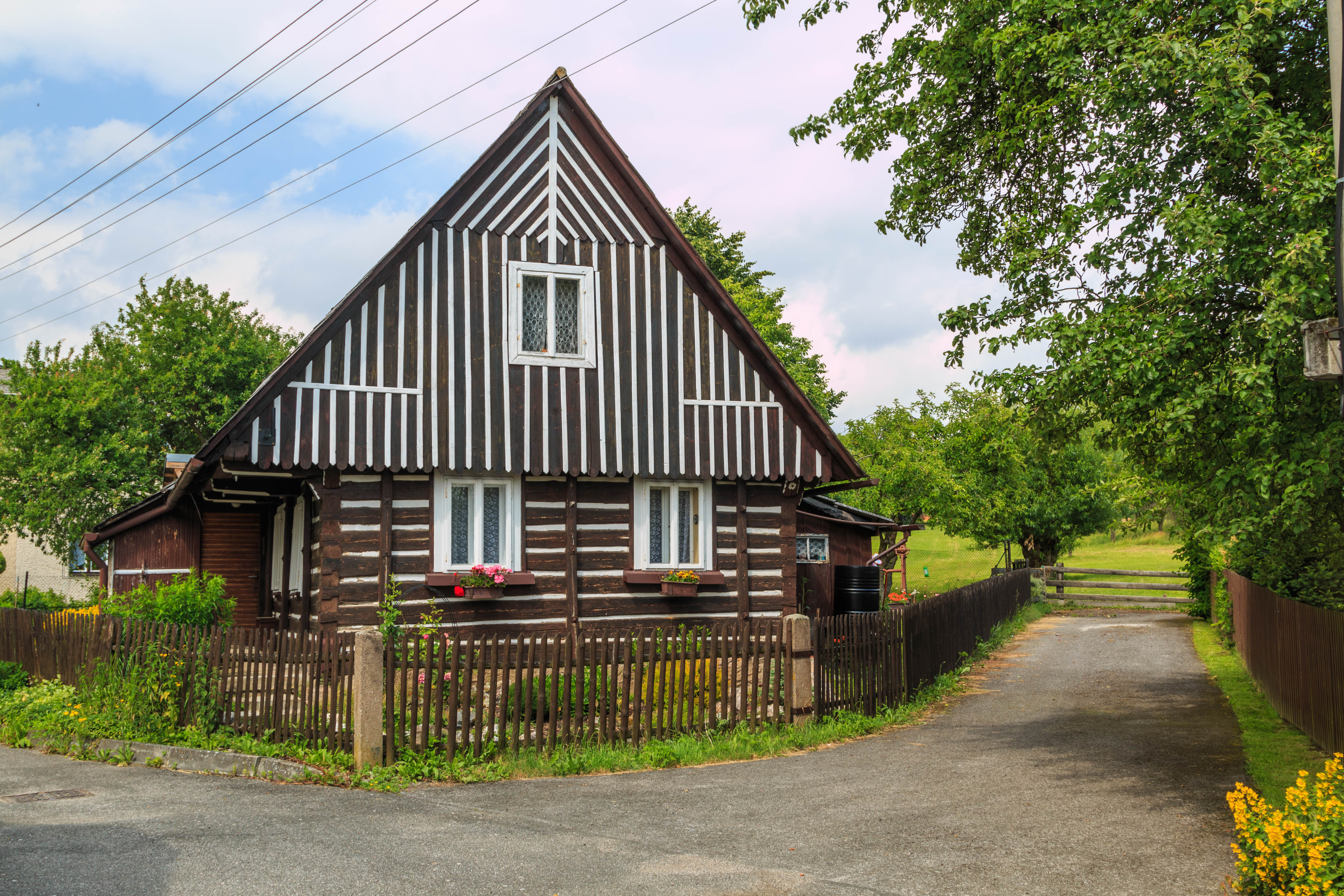
Maison à Jestřebí nad Metují.
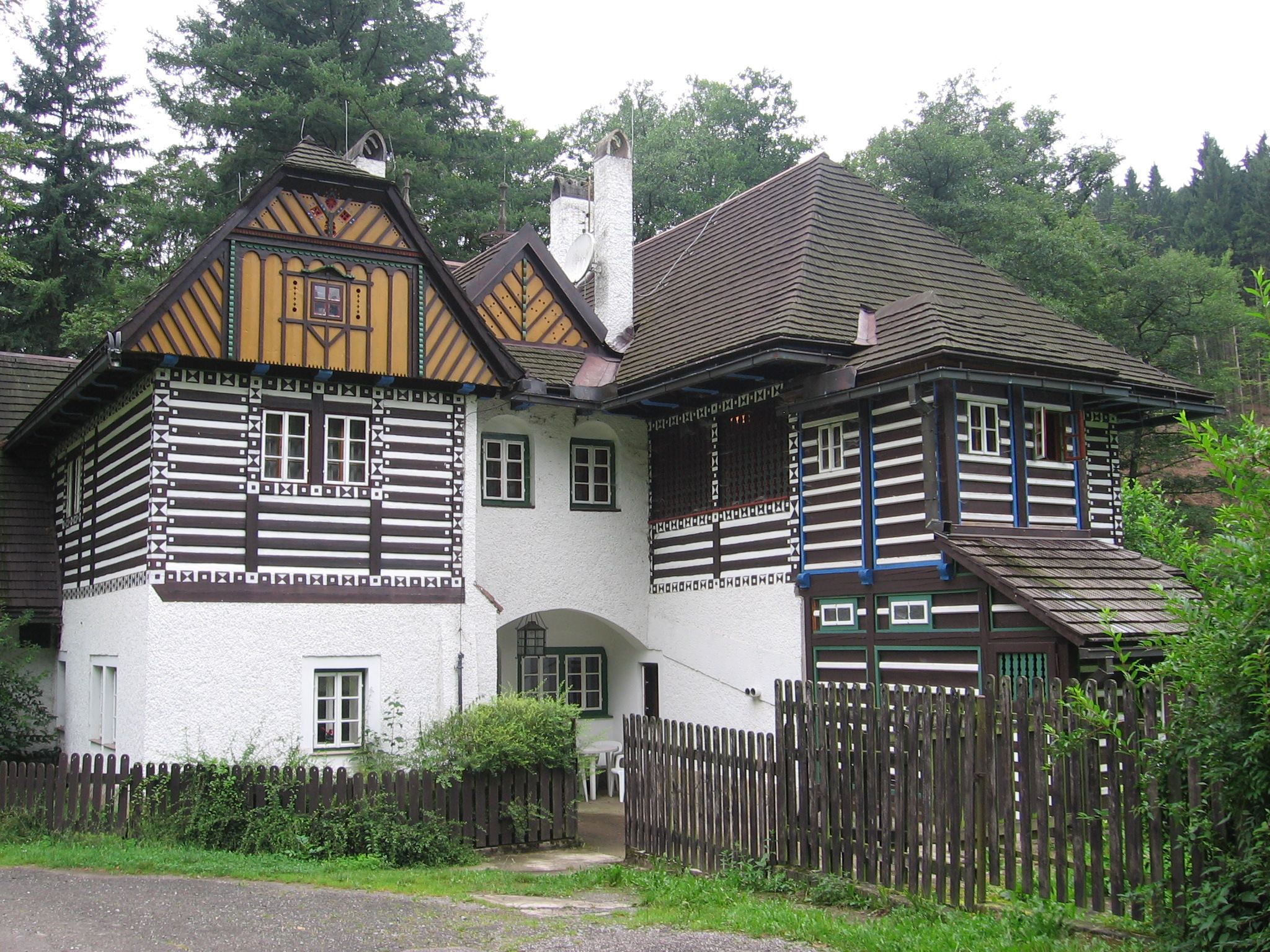
Chalet à Peklo.

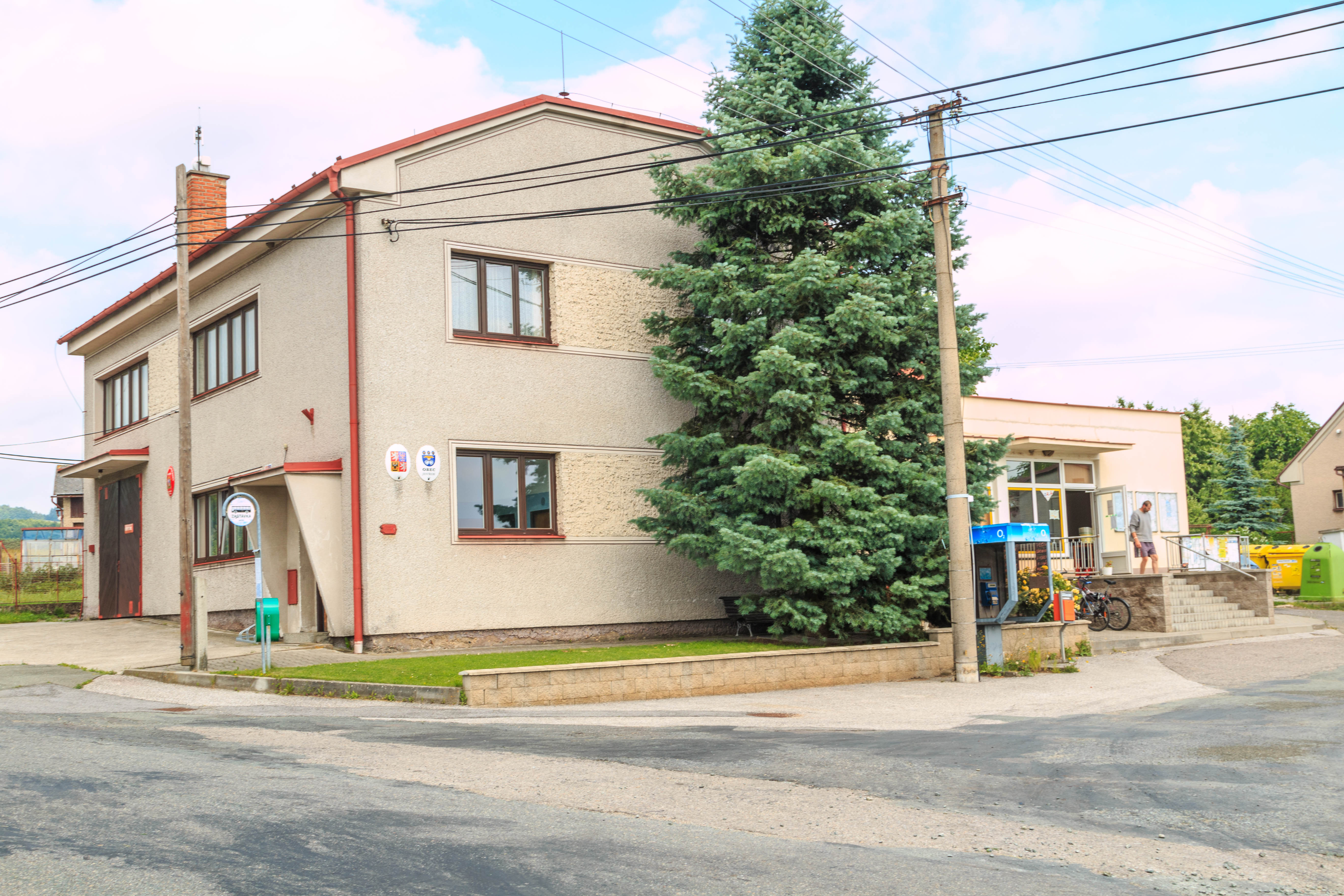
Jestřebí nad Metují : la mairie.
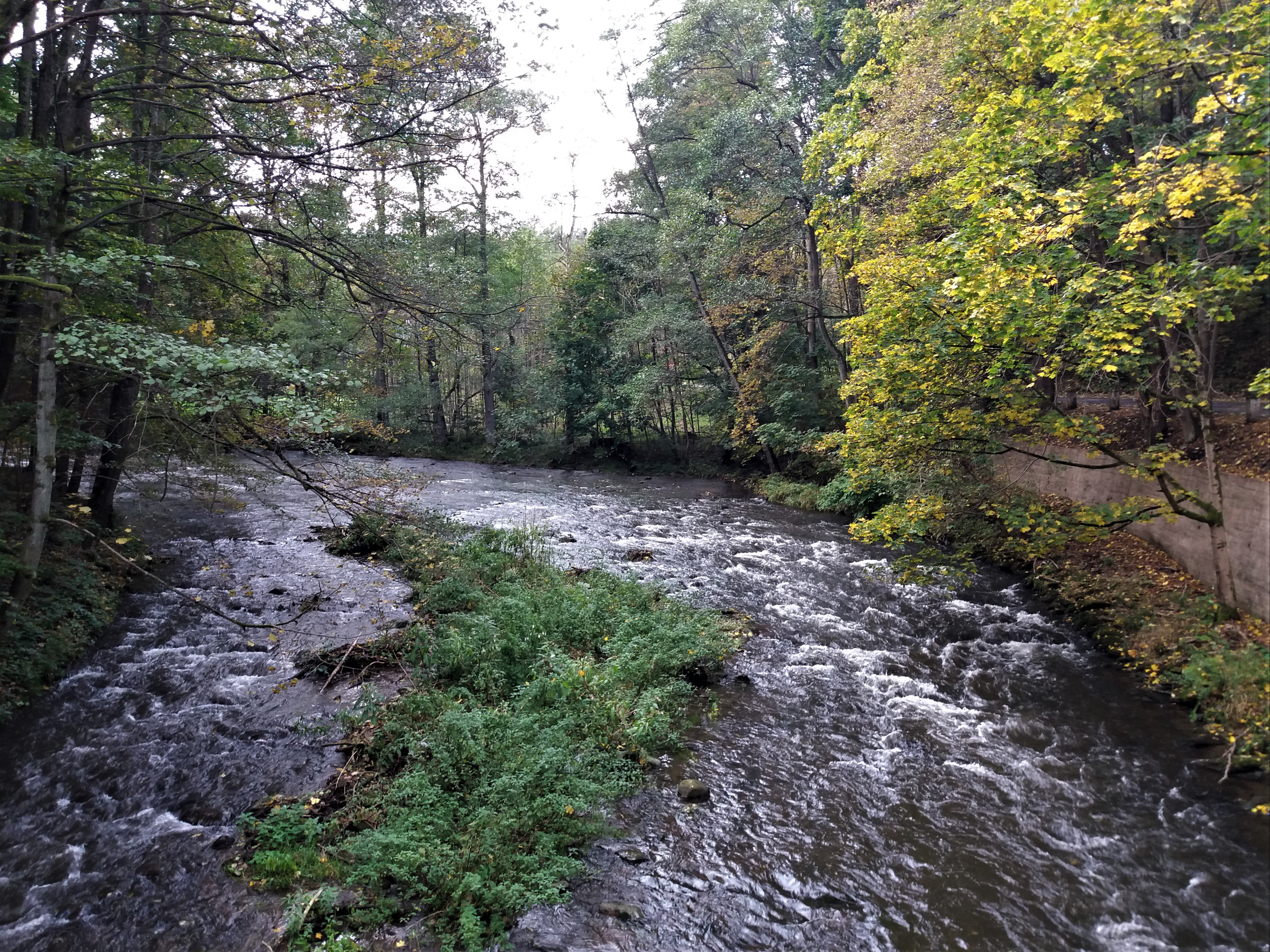
Rivière Metuje.

## Transports
Par la route, Jestřebí se trouve à 3,5 km de Nové Město nad Metují, à 13 km de Náchod, à 36 km de Hradec Králové et à 160 km de Prague. 